# Марвин Мартен
Марвин Мартен (фр. Marvin Martin; 10. јануар 1988) је француски фудбалер који игра на позицији везног играча. 

## Каријера

### Клуб
Фудбалску каријеру је започео у једном од нижеразредних париских клубова Монтруж 92. Године 2004. године завршио је у омладинској академији фудбалског клуба Сошо, са којим је касније потписао и први професионални уговор.
Мартен је играо за Сошо од сезоне 2008/09. У Лиги 1 је дебитовао 30. августа 2008. на гостовању против Олимпика из Марсеља 1-2. Дана 13. маја 2009. постигао је први гол у каријери против Монака.
Према резултатима првенства Француске 2010/11, Мартен је са 17 асистенција био на челу листе најбољих асистената лиге.
Дана 14. августа 2017, потписао је једногодишњи уговор за Ремс са опцијом на још две године. Освојили су прво место у Лиги 2 у сезони 2017/18, помажући им тако да уђу у прву Лигу 1 за сезону 2018/19.

### Репрезентација
За омладинску селекцију Француске је одиграо 8 утакмица у којима је постигао 1 гол. Дебитовао је на пријатељској утакмици са селекцијом Данске 15. новембра 2008. У том мечу Француска је победила резултатом 1:0.
Дана 6. јуна 2011. дебитовао је за сениорску репрезентацију Француске. Ушао је као замена у 76. минуту меча против Украјине и постигао два гола. Био је у саставу Француске на Европском првенству 2012. године.

## Успеси
- Шампион француске Лиге 2 2018. године са Ремсом
- Освајач Гамбардела купа 2007. године са Сошоом